# 이원정 (배구 선수)
이원정(2000년 1월 12일 ~ )은 대한민국의 배구 선수로 포지션은 세터이다. 현재 인천 흥국생명 핑크스파이더스 소속으로 뛰고 있다.

## 선수 시절
진주선명여자고등학교 출신으로 17/18 시즌 경북 김천 하이패스 배구단의 지명을 받고 입단한다. 이후 트레이드를 통해 GS칼텍스 서울KIXX로 이적한다.
이후 2022-23 시즌 중반에 23-24시즌 1순위 지명권과의 맞트레이드로 흥국생명으로 이적하게 되었다.

## 수상 경력

### 단체 수상

#### 국가대표팀
- 대한민국 U-17 (2017)
  - 아시아 유스 선수권 대회
    -  3위 (1회) : 2017

#### 개인 클럽
- 김천 한국도로공사 하이패스 (2017-2020)
  - V-리그
    - 챔피언결정전
      -  우승 (1회) : 2017-18
      -  준우승 (1회) : 2018-19

    - 정규리그
      -  1위 (1회) : 2017-18
      -  2위 (1회) : 2018-19
- GS칼텍스 서울KIXX (2020-2022)
  - V-리그
    - 챔피언결정전
      -  우승 (1회) : 2020-21

    - 정규리그
      -  1위 (1회) : 2020-21

  - KOVO컵
    -  우승 (1회) : 2020
- 인천 흥국생명 핑크스파이더스 (2022-)
  - V-리그
    - 정규리그
      -  1위 (1회) : 2022-23